# Civil Air Navigation Services Organisation
Die Civil Air Navigation Services Organisation (CANSO) ist ein internationaler Branchenverband von privaten Flugsicherungsorganisationen (Air Navigation Service Providers, oder kurz ANSPs).

## Ziele, Organisation und Mitglieder
CANSO will ein weltweiter Ansprechpartner in Bezug auf eine sichere, effiziente und wirtschaftliche Flugsicherung sein.
Sie hat ihren Hauptsitz am Flughafen Amsterdam-Schiphol und unterhält weitere Büros in den verschiedenen Weltregionen, nämlich in Johannesburg (Africa Region), Singapur (Asia Pacific Region), Brüssel (Europe Region), Pinecrest/Florida (Latin America and Caribbean) sowie am Sitz der ICAO in Montreal.
CANSO arbeitet eng mit anderen weltweiten Organisationen und Verbänden, wie der ICAO, der IATA und der ACI, aber auch mit regionalen Organisationen wie Eurocontrol, zusammen.
Vollwertige Mitglieder (Full Members) können nur anerkannte Flugsicherungsorganisationen werden. Assoziierte Mitglieder (Associate Members) können nach Ermessen der CANSO im Flugverkehr tätige Instituten, wie Güter-Lieferanten, Ausbildungsinstitute oder Luftfahrtgesellschaften.

## Mitglieder
CANSO ordnet die Mitglieder in verschiedene Regionen ein:

### Europa
Albanien: ALBCONTROL
Aserbaidschan: AZANS
Belgien: Skeyes (ehem. Belgocontrol)
Bosnien und Herzegowina: bhansa
Bulgarien: Air Traffic Services Authority (ATSA Bulgaria)
Dänemark: Naviair
Deutschland: DFS Deutsche Flugsicherung GmbH (DFS)
Estland: Estonian Air Navigation Services (EANS)
Finnland: Fintraffic
Frankreich: Direction des services de la Navigation aérienne (DSNA)
Großbritannien: National Air Traffic Services (NATS)
Großbritannien: Serco
Irland: AirNav Ireland
Italien: ENAV S.p.A.
Kanalinseln: CICZ
Kroatien: Croatia Control Ltd.
Lettland: Latvijas Gaisa Satiksme (LGS)
Litauen: Oro Navigacija
Luxemburg: Luxembourg ANA
Malta: Malta Air Traffic Services (MATS)
Moldawien: Moldavian Air Traffic Services Authority (MoldATSA)
Niederlande: Niederländische Flugsicherung (LVNL)
Nord-Mazedonien: M-NAV
Norwegen: AVINOR
Österreich: Austro Control
Polen: Polish Air Navigation Services Agency (PANSA)
Portugal: NAV Portugal
Rumänien: ROMATSA
Schweden: Schwedisches Staatliches Luftverkehrsamt (Luftfartsverket)
Schweiz: Skyguide
Serbien und Montenegro: Serbia and Montenegro Air Traffic Services Agency (SMATSA)
Slowenien: Slovenia Control
Slowakei: Letové Prevádzkové Služby (LPS)
Spanien: Enaire
Tschechien: Air Navigation Services of the Czech Republic (ANS CR)
Türkei: DHMI
Ukraine: Ukrainian State Air Traffic Service Enterprise (UkSATSE)
Ungarn: Hungarocontrol Pte. Ltd. Co.

### Amerika
Kanada: NAV Canada
Vereinigte Staaten von Amerika: Federal Aviation Administration (FAA)

### Afrika
Ägypten: National Air Navigation Services Company (NANSC)
Nigeria: Nigerian Airspace Management Agency (NAMA)
Uganda: CAA Uganda
Südafrika: Air Traffic & Navigation Services South Africa (ATNS)

### Asien
Aserbaidschan: Azerbaijan Air Navigation Services (AZANS)
Georgien: Sakaeronavigatsia
Indien: Airports Authority of India (AAI)
Kasachstan: Kazaeronavigatsia
Thailand: Aeronautical Radio of Thailand (AEROTHAI)

### Australien
Australien: Airservices Australia
Neuseeland: Airways Corporation of New Zealand